# Louis M'Fedé
Louis M'Fedé (Yaundé, 26 de febrero de 1961 - ibídem, 10 de junio de 2013) fue un futbolista profesional camerunés que jugaba en la demarcación de centrocampista.

## Biografía
Louis M'Fedé debutó como futbolista profesional en 1981 a los 20 años de edad con el Canon Yaoundé, equipo de su ciudad natal. Tras permanecer dos años en el club fue traspasado al Stade Rennais FC, club francés que militaba en la Ligue 1 tras ascender el año anterior. Tras cuatro temporadas volvió al Canon Yaoundé, y tras una cesión al UE Figueres español en 1990, se retiró en el equipo camerunés en 1995 a los 34 años de edad.
También fue convocado con la selección de fútbol de Camerún un total de 29 veces entre 1984 y 1994 junto a Roger Milla.
Louis M'Fedé falleció el 10 de junio de 2013 a los 52 años de edad tras una infección pulmonar.

## Clubes
| Club             | País    | Año         |
| ---------------- | ------- | ----------- |
| Canon Yaoundé    | Camerún | 1981 - 1983 |
| Stade Rennais FC | Francia | 1983 - 1987 |
| Canon Yaoundé    | Camerún | 1987 - 1990 |
| UE Figueres      | España  | 1990 - 1991 |
| Canon Yaoundé    | Camerún | 1991 - 1995 |

## Logros

### Club
- Primera División de Camerún (2): 1982, 1992

### Selección nacional
- Copa Africana de Naciones (2): 1984, 1988